# Dino Crisis 2
Dino Crisis 2, в России известна как Dino Crisis 2: Закат Человечества — action-adventure, продолжение игры Dino Crisis. Была выпущена компанией CAPCOM на PlayStation в 2000 году, в 2002 портирована на ПК.
История следует за событиями первой игры, Регина отправляется теперь на другое задание, на объект расположенный рядом с вымышленным городом Эдвард-Сити, где аномалия накрыла остров, из-за чего он будто вернулся в прошлое, в эпоху динозавров, вместе со всеми жителями. Регина отправляется в спасательную экспедицию со своим новым союзником Диланом Мортоном, который имеет странную связь с событиями на острове.
Контроль игрока переключается между Региной и Диланом в определённые моменты игры.

## Сюжет
Действие игры происходит в 2010 году. Несмотря на трагедию, произошедшую на острове из первой части, эксперименты с «Третьей Энергией» продолжаются в городе Эдвард-Сити. Но, как и в прошлый раз, всё идёт не так, и весь Эдвард-Сити с его окрестностями переносит в прошлое — во времена динозавров.
На помощь выжившим и для сбора данных о Третьем энергетическом проекте в прошлое через «Врата Времени» отправляют группу спецназа T.R.A.T., в которую входит также Регина (протагонист первой части). Высадившись на берег, они разбивают лагерь. Один из солдат копает траншею по периметру, когда на него нападает велоцираптор. Следом за ним из джунглей выбегает целая стая рапторов и бросается на лагерь. Спецназовцы начинают отстреливаться, но динозавров оказывается больше, и в результате атаки все, за исключением троих, гибнут. Трое выживших — двое бойцов из отряда T.R.A.T., Дилан Мортан и Дэвид Фолк, и Регина. И когда конец кажется неотвратимым, от неожиданного сильного рычания рапторы вдруг разбегаются, а из джунглей выходит тираннозавр. Дэвид стреляет в него из гранатомёта и попадает в глаз. Но это лишь злит тираннозавра. Он бросается в погоню за Диланом и Региной, и загоняет их к обрыву. Отчаявшись спастись, они прыгают вниз.
Придя в себя, они недолго спорят, что делать дальше — Регина отправляется обратно к катеру, уповая на то, что все мертвы, а Дилан решает поискать выживших. Оказавшись в джунглях, он сразу же сталкивается с другими рапторами. Пробиваясь, он доходит до водонапорной башни, где видит убегающую фигуру в чёрном костюме. Он бросается в погоню. Нагнать таинственного человека у него получается только на складе контейнеров, где на него нападает тираннозавр, а после — несколько людей в чёрных костюмах. Дилан запирается в каком-то здании. Побродив по нему, он находит странный ключ и решает вернуться. Но тираннозавр загоняет его в другое здание. Дилан находит там камеру хранения и вскрывает её ключом. Оказывается, что у него был не тот ключ, поэтому дверь за ним запирается, и он не может выйти наружу. Он связывается с Региной и просит её помочь.
Регина отправляется на помощь. Она идёт другой дорогой, и путь ей преграждает территория, на которой растут растения с ядовитыми спорами. Чтобы добраться до Дилана, надо миновать эту территорию, а это очень опасно. Поэтому Регина пытается найти окольный путь. По пути на неё нападает аллозавр, но девушке удаётся отбиться. Она добирается до разрушенного моста, где на неё нападают трое людей в чёрном, таких-же, какие напали и на Дилана. Двое перепрыгивают через мост, а третьему этого не удаётся — он срывается. Но Регина спасает его и стаскивает шлем. Таинственным человеком в чёрном оказывается молодая блондинка, не умеющая говорить. Регина запирает её в офисе и, раздобыв огнемёт, отправляется обратно — к ядовитым спорам. Сжигая их, она добирается до водонапорной башни, а следом выходит к складу контейнеров. Там на неё нападают птерозавры (птеранодоны), но Регине удаётся добраться до Дилана. Он передаёт ей ключ, и Регина направляется в здание, в котором изначально укрылся Дилан. При помощи электрошокера она вскрывает дверь и оказывается в хранилище ключей. Там она берёт нужный ключ и вызволяет Дилана. Вместе они забирают девушку и возвращаются на катер.
Вернувшись, они замечают, что кто-то уничтожил телепортатор «Врата Времени», и теперь Регина, Дилан и Дэвид не смогут вернуться назад. Регина говорит, что, возможно, в том здании, рядом с которым она встретила девушку, могут быть запчасти. Дилан отправляется туда через территорию, на которой когда-то росли ядовитые споры. Добравшись до нужного здания, он при помощи мачете разрезает лианы и входит внутрь. Там на него нападают овирапторы. Отбиваясь, Дилан использует найденную в камере хранения ключ-карту. Собираясь открыть последнюю дверь, он подвергается атаке компсогната и лишается карты. Загнав динозаврика в клетку, он получает обратно ключ-карту и открывает дверь. В комнате он находит информацию о людях в чёрном и запчасти к катеру. Возвращаясь, он находит в ручье ключ-карту от «Третьего Энергоблока». Вернувшись на катер, он предлагает Регине отправиться туда. К тому же выясняется, что их пленница чудом смогла сбежать.
Но не успевают они отплыть от берега, как на них нападают плезиозавры. Отбиваясь, они добираются до «Третьего Энергоблока». Дилан остаётся отдыхать после тяжёлой битвы, а Регина направляется к энергоблоку, в надежде что-либо найти. Из-за серии обстоятельств ей приходится спуститься под воду в акваланге. Отбиваясь от мозазавров, она находит труп аквалангиста, у которого есть карта для входа в Эдвард-Сити. Регина решает выбраться из-под воды, но на пути она сталкивается с огромным плезиозавром. Отбившись от него, она выбирается из-под воды как раз рядом с воротами Эдвард-Сити, где её уже ждёт Дилан.
Регина направляется в город, Дилан же чуть выжидает, и только потом следует за ней. Но их дороги расходятся, и Дилану половину пути приходится проделать одному. Он обнаруживает на деревьях пометки, оставленные Дэвидом. Идя по ним, он оказывается в пещерах. Взрывая камни и уничтожая иностранцевий, он пробивается к какому-то военному объекту, где вновь встречает Регину. Миновав его, они находят труп растерзанного трицератопса. Вдруг появляются его мать и отец. Одержимые жаждой мести от увиденного, они бросаются в атаку на чужаков. Дилан и Регина запрыгивают в машину с пушкой, и, отстреливаясь, едут через джунгли. Отбившись, они слетают с обрыва и оказываются в поле. Неожиданно на них нападают рапторы, и, казалось бы, бежать некуда и шансов нет, но их снова спасает Дэвид — поднявшись на вертолёте, он отстреливает динозавров. Возвращаясь в город, он видит, как рапторы атакуют выживших.
Оказавшись в городе, солдаты обсуждают дальнейшие планы. Кто-то упоминает военный бункер, который находится по ту сторону моста. Регина говорит, что к нему есть другая дорога, но пройти туда невозможно без хорошего противогаза. Бойцы расходятся. Дилан направляется в город, где на него нападает тираннозавр. Запрыгнув в танк, он отбивается от динозавра, после чего находит противогаз. В этот момент на него нападает человек в чёрном, но на подмогу неожиданно приходит сбежавшая пленница. Во время схватки с её шеи слетает ожерелье. Затем Дилану удаётся сбросить человека в чёрном с обрыва. Приходит Регина и Дилан замечает, что у пленницы было ожерелье его покойной сестры. Он рассказывает Регине о своём криминальном прошлом, в том числе и о том, что из-за его ухода погибла его семья.
Вернувшись в джунгли, Регина минует заражённую территорию и оказывается в военном ракетном бункере, где находит диск с данными о «Третьей Энергии». Затем на неё нападает тираннозавр, но, неожиданно для обоих, на него нападает гиганотозавр, проломив ограждение. Регина убегает обратно, пока тот убивает тираннозавра. Она встречается с Диланом, в это время гиганотозавр атакует пусковую ракетную установку, активируя этим аварийный режим перехвата — боеголовка с таймером запуска в 10 минут. Регина решает заняться её отключением, но на пути к ней встречает гиганотозавра. Отбиваясь при помощи огнемётов, Регина наносит достаточно урона динозавру, чтобы тот потерял сознание, однако вскоре он приходит в себя и сбивает боеголовку. Регине удаётся пережить взрыв и выбраться из горящего здания. У выхода её встречают Дилан и Дэвид, вместе они решают направиться вниз по реке.
Путь в Джунгли преграждает дамба. Дилан и Дэвид решают открыть её. Пока Дэвид крутит вентиль, Дилан должен прикрывать его с помощью пулемёта. Отстреливаясь от рапторов, оба справляются со своими задачами, и собираются возвращаться назад, как вдруг на Дилана нападает аллозавр. Дэвид спасает Дилана, оттолкнув его в воду. Аллозавр хватает Дэвида челюстями, камера переводится на Регину и слышен звук хруста (очевидно, Дэвида загрызли). Регина уплывает на катере.
Дилан приходит в себя на берегу, где встречает сбежавшую пленницу. Так как у неё нет оружия, ему приходится прикрывать её по пути к какому-то комплексу. Разобравшись с системой защиты, Дилан проходит внутрь.
Там он находит пленницу. Она включает голограмму, и на связь с Диланом выходит он сам же, но только из будущего. Оказывается, что таинственная немая девушка — дочка Дилана, и что на самом деле он и Регина оказались в будущем на три миллиона лет дальше, чем они себе представляли. Затем, Дилан и его новоявленная дочь Пола выходят в зал, ведущий к вратам времени. Там на Дилана нападает один из людей в чёрном, и Дилану ничего не остаётся, кроме как вступить в схватку. Вдруг на них нападает пострадавший от взрыва гиганотозавр. Поле удаётся сбежать, а Дилану нет. Он, при помощи секретного спутника, убивает динозавра, и направляется к вратам времени. Чуть позже там появляется и Регина. Активировав телепортатор, Дилан и Регина радостно переглядываются, как вдруг в этот самый момент на Полу падает тяжелейший генератор и придавливает обе ноги.
Из-за спутника вот-вот произойдёт взрыв. Регина просит Дилана вернуться в их время, но тот отказывается. Он говорит, что остаётся с дочерью. Также он говорит, что если Регина хочет, то пусть создаст новые врата времени и вернётся за Диланом. Она говорит, что вернётся, после чего отдаёт честь и ныряет в телепортатор. Тот мгновенно отключается.
Вокруг Дилана и Полы всё начинает рушиться. Перед самым взрывом на них начинает падать очередной генератор. Но неизвестно, гибнут ли они — раздаётся взрыв и игра заканчивается.

## Саундтрек
Саундтрек для игры были написаны Саякой Фудзитой и Макото Томодзавой.
| №   | Название                        | Длительность |
| --- | ------------------------------- | ------------ |
| 1.  | «Prologue»                      |              |
| 2.  | «Opening Movie»                 |              |
| 3.  | «Three's a Crowd»               |              |
| 4.  | «A Survivor»                    |              |
| 5.  | «One-Eyed Menace»               |              |
| 6.  | «Flying Discs»                  |              |
| 7.  | «Save»                          |              |
| 8.  | «Don't Let me Down»             |              |
| 9.  | «Regina's Challenge»            |              |
| 10. | «Who are You»                   |              |
| 11. | «Lethal Gas»                    |              |
| 12. | «Trashed»                       |              |
| 13. | «Stop it!»                      |              |
| 14. | «Search for Survivors»          |              |
| 15. | «Spitting Lizards»              |              |
| 16. | «Research Facility Sounds»      |              |
| 17. | «She's Gone»                    |              |
| 18. | «Daddy Long Neck»               |              |
| 19. | «Swimming Lizard»               |              |
| 20. | «Underwater Echoes»             |              |
| 21. | «A Living Sub»                  |              |
| 22. | «Nesting Ground»                |              |
| 23. | «Chase of the Horned»           |              |
| 24. | «End of the Road»               |              |
| 25. | «Silence of Edward City»        |              |
| 26. | «Big Surprise»                  |              |
| 27. | «Necklace»                      |              |
| 28. | «For the Missile Silo»          |              |
| 29. | «Bigger Than T-REX»             |              |
| 30. | «Emergency!»                    |              |
| 31. | «Dino Crispo»                   |              |
| 32. | «The Awakening»                 |              |
| 33. | «Time to go Back»               |              |
| 34. | «Here it Goes»                  |              |
| 35. | «Farewell to David»             |              |
| 36. | «Hologram»                      |              |
| 37. | «Anti-Satellite Attack»         |              |
| 38. | «Paula!»                        |              |
| 39. | «Ending Movie»                  |              |
| 40. | «Select Screen»                 |              |
| 41. | «Extra Crisis»                  |              |
| 42. | «Results»                       |              |
| 43. | «Dino Crisis 2»                 |              |
| 44. | «Attraction»                    |              |
| 45. | «Electric Divide (Electro Mix)» |              |
| 46. | «Dino Magic»                    |              |
| 47. | «Extra Crisis MIXED Ver»        |              |
| 48. | «Dino Crispo MIXED Ver»         |              |
| 49. | «Electric Divide»               |              |
| 50. | «Theme of Dino Crisis 2»        |              |

## Отзывы
| Сводный рейтинг       | Сводный рейтинг |
| Агрегатор             | Оценка          |
| --------------------- | --------------- |
| GameRankings          | 80,70 %         |
| Metacritic            | 86/100          |
| Русскоязычные издания |                 |
| Издание               | Оценка          |
| Absolute Games        | 60 %            |
| OPM RU                | 7,5 из 10       |
| «Страна игр»          | 5,7 из 10       |